# Enicospilus kigasirae
Enicospilus kigasirae là một loài tò vò trong họ Ichneumonidae.